# Боруцинек
Боруцинек (пол. Borucinek) — село в Польщі, у гміні Осенцини Радзейовського повіту Куявсько-Поморського воєводства.
Населення — 262 особи (2011).
У 1975-1998 роках село належало до Влоцлавського воєводства.

## Демографія
Демографічна структура станом на 31 березня 2011 року:
|          | Загалом | Допрацездатний вік | Працездатний вік | Постпрацездатний вік |
| -------- | ------- | ------------------ | ---------------- | -------------------- |
| Чоловіки | 141     | 23                 | 99               | 19                   |
| Жінки    | 121     | 23                 | 65               | 33                   |
| Разом    | 262     | 46                 | 164              | 52                   |